# Danh sách tòa nhà cao nhất Tây Ban Nha
Đây là danh sách các tòa nhà cao nhất ở Tây Ban Nha. Từ năm 2008, tòa nhà cao nhất ở Tây Ban Nha có chiều cao 250m là Torre Caja Madrid ở Madrid. Trong những năm gần đây, nhiều tòa nhà ở Tây Ban Nha được xây dựng có chiều dài khá ân tượng, 18 trong số tòa nhà trong danh sách này hoàn thành trước năm 2000 với nhiều tòa nhà hoàn thành sau năm này.

## Các tòa nhà cao nhất đã được hoàn thành
Danh sách này liệt kê các tòa nhà ở Tây Ban Nha có chiều cao ít nhất là 100 mét. Chiều cao tòa nhà được tính bao gồm các chi tiết kiến trúc như mái, chóp nhưng không bao gồm các thiết bị ăn ten phát sóng.

## Các tòa nhà cao trên 100m
| Xếp hạng | Tên                              | Thành phố                           | Hình ảnh | Chiều cao (m) | Chiều cao (ft) | Số tầng | Năm  | Ghi chú |
| -------- | -------------------------------- | ----------------------------------- | -------- | ------------- | -------------- | ------- | ---- | ------- |
| 1        | Torre Caja Madrid                | Madrid                              |          | 250           | 820            | 45      | 2008 | [ 1 ]   |
| 2        | Torre de Cristal                 | Madrid                              |          | 249           | 817            | 45      | 2008 | [ 2 ]   |
| 3        | Torre PwC                        | Madrid                              |          | 236           | 774            | 52      | 2008 | [ 3 ]   |
| 4        | Torre Espacio                    | Madrid                              |          | 230           | 754            | 56      | 2007 | [ 4 ]   |
| 5        | Gran Hotel Bali                  | Benidorm                            |          | 186           | 610            | 52      | 2002 | [ 5 ]   |
| 6        | Iberdrola Tower                  | Bilbao                              |          | 165           | 541            | 40      | 2011 | [ 6 ]   |
| 7        | Torre Lúgano                     | Benidorm                            |          | 158           | 518            | 43      | 2007 | [ 7 ]   |
| 8        | Torre Picasso                    | Madrid                              |          | 157           | 515            | 43      | 1988 | [ 8 ]   |
| 9        | Torre Mapfre                     | Barcelona                           |          | 154           | 505            | 44      | 1992 | [ 9 ]   |
| 9        | Hotel Arts                       | Barcelona                           |          | 154           | 505            | 43      | 1992 | [ 10 ]  |
| 11       | Neguri Gane                      | Benidorm                            |          | 145           | 476            | 40      | 2001 | [ 11 ]  |
| 12       | Torre Agbar                      | Barcelona                           |          | 144           | 475            | 35      | 2004 | [ 12 ]  |
| 13       | Torre de Madrid                  | Madrid                              |          | 142           | 466            | 34      | 1957 | [ 13 ]  |
| 14       | Edificio Kronos                  | Benidorm                            |          | 140           | 459            | 41      | 2008 | [ 14 ]  |
| 15       | Edificio Don Jorge               | Benidorm                            |          | 124           | 407            | 36      | 2008 | [ 15 ]  |
| 16       | El Mirador del Mediterrano       | Benidorm                            |          | 123           | 404            | 32      | 2006 | [ 16 ]  |
| 17       | Torres de Santa Cruz             | Santa Cruz de Tenerife              |          | 120           | 394            | 35      | 2004 | [ 17 ]  |
| 17       | Torres de Santa Cruz             | Santa Cruz de Tenerife              |          | 120           | 394            | 35      | 2006 | [ 18 ]  |
| 17       | Torre Levante                    | Benidorm                            |          | 120           | 394            | 36      | 1985 | [ 19 ]  |
| 20       | Torre Europa (Madrid)            | Madrid                              |          | 120           | 393            | 30      | 1985 | [ 20 ]  |
| 21       | Torre Costa Rica                 | A Coruña                            |          | 119           | 389            | 31      | 1975 | [ 21 ]  |
| 22       | Estudiotel Alicante              | Alicante                            |          | 117           | 384            | 35      | 1962 | [ 22 ]  |
| 22       | Hilton Valencia                  | Valencia, Tây Ban Nha               |          | 117           | 384            | 35      | 2006 | [ 23 ]  |
| 22       | Edificio España                  | Madrid                              |          | 117           | 384            | 25      | 1952 | [ 24 ]  |
| 22       | Universidad Laboral de Gijón     | Gijón                               |          | 117           | 384            | 17      | 1956 | [ 25 ]  |
| 26       | Costa Blanca I                   | Benidorm                            |          | 116           | 381            | 36      | 1993 | [ 26 ]  |
| 26       | Torres de Colón                  | Madrid                              |          | 116           | 381            | 23      | 1976 | [ 27 ]  |
| 28       | Habitat Sky                      | Barcelona                           |          | 115           | 378            | 31      | 2008 | [ 28 ]  |
| 29       | Torre de Francia                 | Valencia, Tây Ban Nha               |          | 115           | 377            | 35      | 2002 | [ 29 ]  |
| 30       | Gate of Europe                   | Madrid                              |          | 114           | 373            | 26      | 1996 | [ 30 ]  |
| 30       | Gate of Europe                   | Madrid                              |          | 114           | 373            | 26      | 1996 | [ 31 ]  |
| 30       | Hotel Porta Fira                 | Barcelona-L'Hospitalet de Llobregat |          | 114           | 373            | 27      | 2010 | [ 32 ]  |
| 33       | Torre Realia BCN                 | Barcelona-L'Hospitalet de Llobregat |          | 113           | 372            | 24      | 2009 | [ 33 ]  |
| 34       | El Barco, Alicante               | Alicante                            |          | 111           | 364            | 30      | 1963 | [ 34 ]  |
| 35       | Edificio Colón                   | Barcelona                           |          | 110           | 361            | 28      | 1970 | [ 35 ]  |
| 35       | Diagonal Zero Zero               | Barcelona                           |          | 110           | 361            | 25      | 2011 | [ 36 ]  |
| 35       | Beni Beach                       | Benidorm                            |          | 110           | 361            | 35      | 1996 | [ 37 ]  |
| 38       | Banco de Bilbao Tower            | Madrid                              |          | 109           | 358            | 31      | 1981 | [ 38 ]  |
| 38       | Hotel Barcelona Princess         | Barcelona                           |          | 109           | 358            | 26      | 2004 | [ 39 ]  |
| 41       | Renaissance Barcelona Fira Hotel | Barcelona-L'Hospitalet de Llobregat |          | 105           | 344            | 26      | 2012 | [ 40 ]  |
| 41       | Hesperia Tower                   | Barcelona-L'Hospitalet de Llobregat |          | 105           | 344            | 28      | 2006 | [ 41 ]  |
| 40       | Playa Azul                       | Benidorm                            |          | 105           | 344            | 34      | 2002 | [ 42 ]  |
| 41       | Edificio Torre Laguna            | El Ejido                            |          | 104           | 341            | 30      | 2008 | [ 43 ]  |
| 42       | Diagonal Mar i Cel               | Barcelona                           |          | 104           | 341            | 27      | 2010 | [ 44 ]  |
| 43       | Torre Werfen                     | Barcelona-L'Hospitalet de Llobregat |          | 104           | 341            | 25      | 2009 | [ 45 ]  |
| 43       | Torre Inbisa                     | Barcelona-L'Hospitalet de Llobregat |          | 104           | 341            | 25      | 2010 | [ 46 ]  |
| 47       | Atrium Beach Mar                 | Villajoyosa                         |          | 102           | 335            | 28      | 2002 | [ 47 ]  |
| 48       | Torres de Hercules               | Los Barrios                         |          | 101           | 330            | 21      | 2009 | [ 48 ]  |
| 49       | Hotel Torre Catalunya            | Barcelona                           |          | 100           | 328            | 25      | 1970 | [ 49 ]  |

## Các dự án tương lai
| Xếp hạng | Tên                     | Thành phố | Chiều cao (m) | Chiều cao(ft) | Số tầng | Hoàn thành theo dự kiến | Tình trạng    |
| -------- | ----------------------- | --------- | ------------- | ------------- | ------- | ----------------------- | ------------- |
| 1        | Puerta del Mediterráneo | Madrid    | 220           | 722           | ?       | ?                       | Đã đề xuất    |
| 2        | Intempo                 | Benidorm  | 200           | 656           | 47      | 2013                    | Đang xây dựng |
| 3        | Torre Cajasol           | Sevilla   | 178           | 584           | 40      | 2012                    | Đang xây dựng |
| 4        | Torre Repsol 4          | Málaga    | 168           | 551           | 42      | ?                       | Đã đề xuất    |
| 5        | Torre Thader Capital    | Murcia    | 152           | 498           | 36      | ?                       | Đã đề xuất    |
| 6        | Torre La Sagrera        | Barcelona | 148           | 489           | 34      | 2012                    | Đang xây dựng |
| 7        | Torre Mediterráneo      | Benidorm  | 135           | 443           | 38      | ?                       | Dự thảo       |